# 新龙塔
新龙塔，位于中国广东省韶关市南雄市坪田镇龙口村，现为广东省文物保护单位，类型为古建筑，公布时间为2015年12月10日。
新龙塔的历史年代为宋代。